# Лука у Сан-Ісідро
«Лука у Сан-Ісідро» (ісп. La pradera de San Isidro) — картина іспанського художника Франсіско Гої, написана у 1788 році. 31 травня того року Гоя повідомив у своєму листі про замовлення для опочивальні в той час інфанта, майбутнього короля Іспанії Карла IV, у палаці Пардо. Музей Прадо придбав картину в 1896 році на розпродажі майна будинку Осуна.

## Сюжет картини
15 травня в Мадриді відзначається свято святого Ісидора. Гоя зобразив на картині людей на правому березі Мансанареса, навпроти Королівського палацу і церкви Сан-Франсіско ель Гранде, поблизу каплиці святого Ісідора. У цьому ж районі Гоя придбав за 10 років «Будинок Глухого». Картина невелика за розміром, а Гоя тут пейзажист, мініатюрист і колорист одночасно. Історик мистецтва Елі Форо харектеризував манеру Гої в цьому полотні таким чином:
|  | Тут є трохи Ватто, трохи Тьєполо, трохи Рейнольдса |